# Promachus truquii
Promachus truquii là một loài ruồi trong họ Asilidae. Promachus truquii được Bellardi miêu tả năm 1861. Loài này phân bố ở vùng Tân nhiệt đới và Tân Bắc giới.